# Téléphérique de l'agglomération transfrontalière de Blagovechtchensk-Heihe

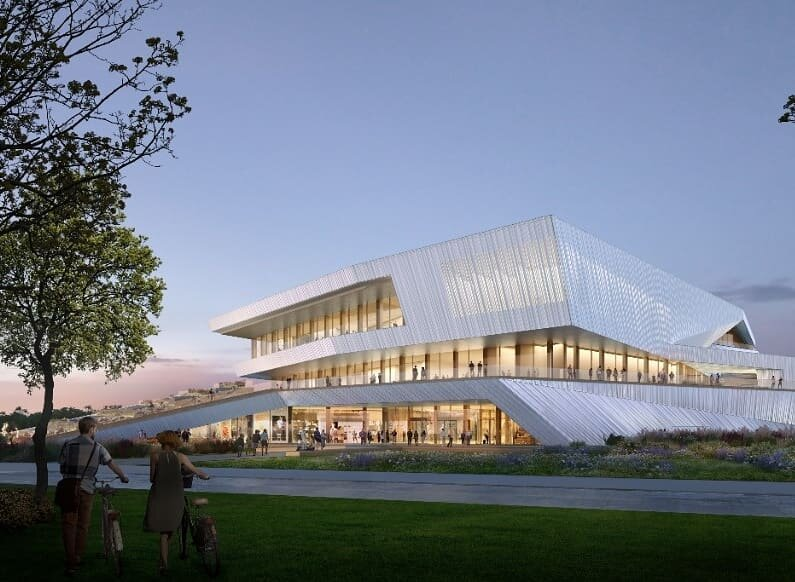
Dessins architectural en 3 dimensions du téléphérique de l'agglomération transfrontalière de Blagovechtchensk-Heihe.

Le téléphérique de l'agglomération transfrontalière de Blagovechtchensk-Heihe （chinois : 黑河-布拉戈维申斯克跨黑龙江索道, russe : Канатная дорога Благовещенск — Хэйхэ）traverse le fleuve Amour et relie les villes de Blagovechtchensk et Heihe, situées de part et d'autre de la frontière entre la république populaire de Chine et de la fédération de Russie. La réception finale des travaux ne sera effectuée qu'en 2021 ou 2022.   

## Histoire
La construction du téléphérique a débuté le 18 juillet 2019. En raison de la pandémie de coronavirus, la construction accuse un léger retard en 2020. Ce téléphérique sera le premier au monde à traverser la frontière entre deux pays pour relier deux villes, chacune dans un pays différent.   

## Données techniques
À l'issue d'un concours international, c'est le bureau d'architecte néerlandais UNStudio qui a été choisi pour concevoir le projet architectural de la station. La société russe KBStrelka de Moscou a, quant à elle, développé le projet économique de la zone de territoire adjacente au terminal.  
La longueur du téléphérique sera de 973 mètres. Le trajet entre les deux rives prendra 6 minutes. Il sera composé de deux fois deux lignes soit quatre lignes et fonctionnera comme un funiculaire. Des cabines accessibles pour 60-110 personnes rendront possible un trafic de 457 personnes à l'heure et de 6 à 7 mille personnes par jour. L'intervalle entre les traversées ne dépassera pas les 12-15 minutes. La vitesse sera de 7 mètres par seconde. Le flux annuel de transport s'élèvera à 1 million de personnes d'ici 2024. La station terminale comprendra des salles de point de passage et des commerces. La surface des bâtiments s'étendra sur 26 000 m. La capacité de charge totale sera de 23 tonnes. 
Le budget de construction s'élève à environ 83 millions de dollars.
L'équipement du téléphérique sera fourni par l'enterprise française Poma.

## Avancement
La construction est réalisée par deux entreprises, l'une de la fédération de Russie et l'autre de la république populaire de Chine. Elle a commencé en juillet 2019. En août 2020, le site est clôturé par une enceinte. En septembre 2020, a commencé la construction du terminal et des piles de forage pour le support du téléphérique. Selon les sources, l'achèvement devrait être prévu entre 2021 et le second semestre de 2022.
Les travaux retardés par la crise sanitaire ont repris en avril 2021.